# Herman van der Wijck
Herman Constantijn Jonkheer van der Wijck (* 12. April 1815 in Den Haag; † 11. April 1889 ebenda) war ein niederländischer Kolonialbeamter.

## Leben
Hermann van der Wijck wurde geboren als Sohn des holländischen Generals, Landschaftsmalers und Schriftstellers Harmen Jan van der Wijck geboren. Er studierte an der Rheinischen Friedrich-Wilhelms-Universität Bonn und der Ruprecht-Karls-Universität Heidelberg Philosophie. 1833 wurde er Mitglied des Corps Rhenania Bonn. 1836 schloss er sich dem Corps Hanseatia Heidelberg an. Nach dem Studium trat er in den Kolonialverwaltungsdienst der Niederlande und wurde Mitglied der Regierung von Niederländisch-Indien sowie Gouverneur von Batavia.
Van der Wijck starb in Den Haag. Sein Sohn war Carel Herman Aart van der Wijck, Generalgouverneur und Vizekönig von Niederländisch-Indien.